# Ricky Makani
Pour les articles homonymes, voir Makani.
Muiakituki Ricky Makani est un homme politique niuéen.

## Biographie
Résident du village de Tamakautoga, il échoue à une voix près à être élu député du village au Parlement de Niué aux élections législatives de 2005, devancé par le député sortant Peter Funaki,. Battu à nouveau et cette fois plus largement aux élections de 2008 où il obtient 36,6 % des voix dans la circonscription, il renonce à se présenter en 2011, et est à nouveau battu, avec 43,8 % des voix, aux élections de 2014. Il recueille 46,6 % des voix à celles de 2017, toujours face au député en place Peter Funaki.
En mars 2019, il est élu au conseil municipal de Tamakautogo. Aux élections législatives de 2020, il entre enfin au Parlement comme député de Tamakautoga, battant Peter Funaki avec 68,7 % des voix,. Il siège sur les bancs de la majorité parlementaire du gouvernement de Dalton Tagelagi, exerce un temps par intérim la fonction de ministre des Ressources naturelles, en l'absence de la ministre Mona Ainu’u, et reçoit à ce titre en août 2022 l'ambassadeur de Chine Wang Xiaolong.
Il est réélu député avec 60,5 % des suffrages face à Peter Funaki en 2023, mais sa victoire est endeuillée par la mort de sa mère tôt le matin du scrutin. Le 12 mai, il est nommé adjoint au ministre des Finances et de le Planification économique Crossley Tatui, dans le gouvernement de Dalton Tagelagi.